# Fintiock
Fintiock est un village du Sénégal situé en Basse-Casamance. Il fait partie de la communauté rurale de Coubalan, dans l'arrondissement de Tenghory, le département de Bignona et la région de Ziguinchor.

## Présentation
Finthiock veut dire « couche-toi », tu es au paradis.
Quartiers (5) :

- Djilouhome

- Lymane

- Oussikane

- Badion Kotong

- Oubême

## Histoire
Le village a été créé après le départ des Baïnouks vers 1840.

La grande circoncision et les danses traditionnelles.
Les anciens chefs :

- Djjipeb BADJI

- Bakary BADJI

- Bourana BADJI

- Abdoulaye BADJI

## Administration du village
Chef de village : Abdoulaye BADJI
Responsables de quartier :

- Djilouhome Moussa BADJI

- Lymane Mamadou TAMBA

- Oussikane SIDY Faye BADJI

- Badion Kotong Ansoumane SANE

- Oubême Oumar BADJI

## Géographie
Superficie : 15 km² 

Longueur : 5 km 

Largeur : 3 km

Finthiock est situé au nord de Ziguinchor (capitale régionale de Casamance), sur la piste de Tobor à Ndiéba, et contourne la forêt classée des Kalounayes.
Les villages qui l'entoure sont :

- Nord : Fangoumé 

- Sud : Le fleuve Casamance 

- Ouest : Dioubour 

- Est : Coubanao

### Population
Lors du dernier recensement (2002), le village comptait 1 181 habitants et 164 ménages.